# دارکوب پشت‌سیاه
دارکوب پشت‌سیاه (نام علمی: Picoides arcticus)، که همچنین به عنوان دارکوب سه‌انگشته شمالگان شناخته می‌شود، یک دارکوب با اندازه متوسط (۲۳ سانتیمتر (۹٫۱ اینچ) و ساکن جنگل‌های آمریکای شمالی است.
پرهای افراد بالغ روی سر، پشت، بال‌ها و دمگاه سیاه است. آنها از گلو تا شکم سفید هستند. پهلوها سفید با نوارهای مشکی هستند. دم آنها سیاه با پرهای بیرونی سفید است. عنصری از دوشکلی جنسی در پر و بال وجود دارد که نر بالغ دارای کلاه زرد است. برخلاف تمام دارکوب‌های دیگر (به جز دارکوب‌های سه‌انگشته آمریکایی و اوراسیایی)، این گونه دارای پاهای سه‌انگشته است.
اندازه‌ها:
- طول: ۹٫۱ اینچ (۲۳ سانتیمتر)
- وزن: ۲٫۱–۳٫۱ اونس (۶۰–۸۸ گرم)
- گستردگی دوسر بال‌ها: ۱۵٫۸–۱۶٫۵ اینچ (۴۰–۴۲ سانتیمتر)